# Milton Barnes (Komponist)
Milton Barnes (* 16. Dezember 1931 in Toronto; † 27. Februar 2001 ebenda) war ein kanadischer Jazzschlagzeuger, Komponist und Dirigent.

## Leben
Barnes arbeitete in den 1950er Jahren als Jazzschlagzeuger und -gitarrist und studierte von 1952 bis 1955 am Konservatorium von Toronto Komposition bei John Weinzweig und Ernst Krenek, Dirigieren bei Victor Feldbrill, Boyd Neel und Walter Susskind und Klavier bei Samuel Dolin. Er besuchte Sommerkurse im Fach Dirigieren an der Accademia Musicale Chigiana und in Tanglewood und schloss 1961 sein Studium an der Musikakademie Wien ab.
1963 dirigierte er im Rahmen der Young Conductors Series des Toronto Star das Toronto Symphony Orchestra. Im Folgejahr wurde er musikalischer Leiter und Dirigent des Niagara Symphony Orchestra (bis 1972), von 1965 bis 1973 leitete er außerdem das Niagara Falls Philharmonic Orchestra and Chorus. Daneben arbeitete er mit anderen kanadischen Orchestern als Gastdirigent bei Konzerten, Hörfunkproduktionen und Aufnahmen. 1964 gründete er das Toronto Repertory Orchestra, das er bis 1972 leitete. Das Orchester vergab Aufträge an kanadische Komponisten und führte deren Werke auf. Als Composer in Residence und Dirigent wirkte Barnes von 1968 bis 1973 am Toronto Dance Theatre, 1975–76 an der Blue Mountain Music School in Collingwood, Ontario, von 1975 bis 1979 beim New Chamber Orchestra of Canada und 1979 am Vaughy String Quartet Institute in Kingston, Ontario.
Bereits in den frühen 1950er Jahren komponierte Barnes Musik für Theaterproduktionen an der University of Toronto. Später komponierte und dirigierte er Werke für das Crest Theatre in Toronto (1961–63), das Toronto Dance Theatre (1968–73) und das St Lawrence Centre. Filmmusiken komponierte er u. a. für verschiedene kanadische Fernsehserien und den Film Bloot & Guts; an den Glücksbärchis-Filmen war er als Arrangeur und Dirigent beteiligt.
Ab Mitte der 1970er Jahre konzentrierte sich Barnes auf seine Tätigkeit als Komponist. Kompositionsaufträge erhielt er u. a. von Robert Aitken, Liona Boyd, Paul Brodie, Erica Goodman, Joseph Macerollo und John Perrone, von der CBC, dem Canadian Music Centre, dem New Chamber Orchestra of Canada und dem Trio Lyra. Aufgenommen wurden seine Kompositionen auch von Joel Quarrington, Moshe Hammer, Guy Few, Rivka Golani, Robert Verebes und anderen. Erica Goodmans Aufnahme seines Divertimento for Harp and Strings wurde für einen Juno Award in der Kategorie Classical Album of the Year nominiert.
Barnes war bis zu seinem plötzlichen Tod an den Folgen eines Herzinfarkts aktiv. Auch seine Kinder schlugen eine musikalische Laufbahn ein: Micah Barnes als Singer-Songwriter und Pianist, Daniel Barnes als Jazzschlagzeuger und Ariel Barnes als Cellist.

## Werke
- Thespis, Kantate für Tenor, Erzähler, vierstimmigen gemischten Chor und zwei Klaviere, 1956, 1973
- Lamentations of Jeremiah für Viola oder Cello, 1959
- Symphony No. 1 1964
- Byron the Wonderful Bandit, Musical, 1965
- Children’s Suite für Orchester, 1966
- Pinocchio für Orchester, 1966
- Sonata for flute and string orchestra 1970
- Masque of the Red Death, Ballettmusik, 1970
- Rhapsody on a Late Afternoon Ballettmusik, 1971
- Amber Garden and Three-Sided Room Ballettmusik, 1972
- The Spiral Stairs Ballettmusik, 1973
- The Classical Concerto für Klavier und Orchester, 1973
- Concert Overture für Orchester, 1973
- Psalms of David für Sopran, Bariton,vierstimmigen gemischten Chor und Orchester, 1973
- Concerto Grosso, 1973
- Serenade für Gitarre und Akkordeon, 1973
- Shebetim für Streichorchester, 1974
- Concerto for saxophone and strings, 1975
- Concerto for violin and strings, 1975
- Fantasy for Guitar, 1975
- Madrigals nach mittelalterlichen sephardischen Texten für vierstimmigen Frauenchor, zwei Trompeten und zwei Posaunen, 1975
- Shir Hashirim, Kantate für Mezzosopran, Tenor, einstimmigen Frauenchor und Kammerensemble, 1975
- Nocturne für Akkordeon, 1976
- Variations for Solo Harp, 1976
- Chamber Concerto für Holzbläserquintett und Streichorchester, 1976
- Symphony No. 2 für Streichorchester, 1976
- Hannukah Suite No. 1 für Kammerorchester, 1977
- Concerto for viola and orchestra, 1977
- Maid of the Mist für Orchester, 1977
- The Dybbuk: A Masque for Dancing Ballettmusik, 1977
- Filmmusik zu Bloot & Guts, 1977
- Ladino Suite für Blechbläserquintett, 1977
- Poème juif für Violine, Viola, Cello und Klavier, 1977
- Shema: A Sacred Service für Kantor (Tenor), Chor und Klavier, 1977
- Concerto No. 1 for flute and string orchestra, 1978
- Serenade for String Quartet and String Orchestra, 1979
- Annexus für Perkussionsensemble, 1981
- Follies Overture für Orchester, 1983
- Poems from the St Lawrence and the Saguenay für vierstimmigen gemischten Chor, Blechbläser und Perkussion, 1984
- Octet, 1985
- Double Concerto for Two Guitars and String Orchestra, 1986
- Legends for Orchestra, 1986
- Eishet Chayil: A Woman of Valour für Tenor, Frauenchor und Klavier oder Klavier, Violine und Cello, 1986
- Papageno Variations für Kontrabass und Klavier, 1988